# Matías Rosso
Matías Gabriel Rosso (12 marzo 1993) è un ex calciatore argentino, di ruolo attaccante.

## Caratteristiche tecniche
Gioca come seconda punta.